# Sulmona
Sulmona es una ciudad y comuna italiana de la provincia de L'Aquila, en la región de Abruzzo. Cuenta con alrededor de 25 000 habitantes. 
Está situada en el valle del Gizio, en una cuenca espaciosa formada por la unión de aquel río con varias corrientes menores. En tiempos antiguos, era una de las ciudades más importantes del Paeligni y es bien conocida por ser la ciudad natal de Ovidio, de quien hay una estatua de bronce en la plaza Piazza XX Settembre, localizada sobre la calle principal de la ciudad, que también lleva su nombre.

## Historia
La primera mención de Sulmo (antiguo nombre en latín de la ciudad) se debe a Tito Livio, durante la segunda guerra púnica, cuando su territorio fue devastado por Aníbal en 211 a. C., pero la ciudad sobrevivió. Según Floro, la ciudad fue atacada en la guerra civil entre Lucio Cornelio Sila y Cayo Mario, y este último la destruyó en venganza del apoyo de la ciudad a su enemigo. Luego Sulmo apoyó a Julio César durante la Segunda Guerra Civil de la República Romana.

## Demografía
| Gráfica de evolución demográfica de Sulmona entre 1861 y 2021 |
|                                                               |
| Fuente ISTAT - elaboración gráfica por Wikipedia              |